# Eutelia geyeri
Eutelia geyeri är en fjärilsart som beskrevs av Felder och Alois Friedrich Rogenhofer 1874. Eutelia geyeri ingår i släktet Eutelia och familjen nattflyn. Inga underarter finns listade i Catalogue of Life.